# هنري بيرس
هنري بيرس (21 أبريل 1886 بالولايات المتحدة - 27 مارس 1936 في الولايات المتحدة) (بالإنجليزية: Henry Pearce)‏ هو لاعب كريكت أمريكي. لعب مع Philadelphian cricket team ‏.

## وصلات خارجية
- هنري بيرس على موقع إي آس بي آن كريك إنفو (الإنجليزية)